# Чико (Калифорнија)
Чико (енгл. Chico) град је у америчкој савезној држави Калифорнија. По попису становништва из 2010. у њему је живело 86.187 становника.

## Демографија
Према попису становништва из 2010. у граду је живело 86.187 становника, што је 26.233 (43,8%) становника више него 2000. године.
| Група             | 2000.          | 2010.          |
| Белци             | 46.258 (77,2%) | 63.561 (73,7%) |
| Афроамериканци    | 1.215 (2,0%)   | 1.771 (2,1%)   |
| Азијати           | 2.524 (4,2%)   | 3.656 (4,2%)   |
| Хиспаноамериканци | 7.351 (12,3%)  | 13.315 (15,4%) |
| Укупно            | 59.954         | 86.187         |